# Fourcatier-et-Maison-Neuve
Fourcatier-et-Maison-Neuve – miejscowość i gmina we Francji, w regionie Burgundia-Franche-Comté, w departamencie Doubs.
Według danych na rok 1990 gminę zamieszkiwało 80 osób, a gęstość zaludnienia wynosiła 29 osób/km² (wśród 1786 gmin Franche-Comté Fourcatier-et-Maison-Neuve plasuje się na 663. miejscu pod względem liczby ludności, natomiast pod względem powierzchni na miejscu 977.).